# Noam (partido político)
Noam (hebreo: נעם) (Agrado) es un partido político judío ultraortodoxo de Israel, creado en julio de 2019 por una facción ultraconservadora de la comunidad y la Yeshivá Har Hamor. El objetivo principal del partido es oponerse a las políticas LGTBI. Noam está en contra de lo que sus patrocinadores llaman: "La destrucción de la familia heterosexual".

## Historia
La base electoral del partido se encuentra en el rabino Zvi Thau y la Yeshivá Har Hamor. El rabino Thau y sus seguidores, creen que los partidosLa Casa Judía, liderado por el rabino Rafi Peretz, yTkuma, dirigido por el judío Bezalel Smotrich, no han avanzado lo suficiente en la promoción de los valores tradicionales judíos, sobre todo en el ámbito de la oposición a las políticas LGBTI+, la protección del Shabat como día de descanso, y la protección del proceso de conversión ortodoxa. Tras la decepción del rabino Thau con la coalición Derecha Unida, él y sus seguidores decidieron formar el partido Noam. Mientras que el rabino Thau es el líder espiritual del partido, el rabino Dror Aryeh es el líder político, otro estudiante de Thau que participó en la creación del partido es el rabino Shlomo Aviner, el rabino dijo que: "El partido está a favor de la familia tradicional, en contra de la profanación del Shabat, y defiende la santidad del Muro de las Lamentaciones." 
El partido apoya a las Fuerzas de Defensa de Israel (FDI) y al Ministerio de Educación. El 28 de julio de 2019, Noam y Otsmá Yehudit acordaron presentarse conjuntamente a las elecciones de septiembre de 2019. El acuerdo no fructificó porque Noam no estaba de acuerdo con que Otsmá tuviera candidatos judíos seculares en su lista. 
El partido formó una lista conjunta con Otsmá Yehudit, en las elecciones legislativas israelíes de 2021, tras permitir acceder a mujeres y candidatos laicos a las listas electorales. Sin embargo, los dos partidos se unieron posteriormente a la alianza del Partido Sionista Religioso y concurrieron bajo su liderazgo.

## Polémica
El partido publicó un vídeo en Youtube con el comentario: "Todo un país está pasando por una terapia de conversión. Ha llegado el momento de detenerlo". En el vídeo, una madre, un padre y su hijo van a votar el día de las elecciones y la familia es "bombardeada" con imágenes del colectivo LGTBI y del judaísmo reformista. Una vez llegan a la sala de votación, la madre escribe en la hoja de votación: "Que mi hijo se case con una mujer", mientras que el padre escribe: "Que mi nieto sea judío". Youtube retiró el vídeo porque infringía sus condiciones de uso.

## Resultados electorales
| Año  | Líder    | Votos                        | %                            | Resultado | +/-         | Gob                    |
| ---- | -------- | ---------------------------- | ---------------------------- | --------- | ----------- | ---------------------- |
| 2021 | Avi Maoz | Parte del Sionismo Religioso | Parte del Sionismo Religioso | 1/120     | Nuevo       | Elecciones anticipadas |
| 2022 | Avi Maoz | Parte del Sionismo Religioso | Parte del Sionismo Religioso | 1/120     | Sin cambios | Coalición              |